# نادي بادالونا
نادي بادالونا لكرة القدم (بالإسبانية: Club de Fútbol Badalona)‏ نادي كرة قدم إسباني يلعب في دوري الدرجة الثانية الإسباني بي. تم تأسيس النادي في عام 1903.

## روابط خارجية
- CF Badalona